# Безериль
Безери́ль (фр. Bézéril) — коммуна во Франции, находится в регионе Юг — Пиренеи. Департамент — Жер. Входит в состав кантона Саматан. Округ коммуны — Ош.
Код INSEE коммуны — 32051.

## География
Коммуна расположена приблизительно в 610 км к югу от Парижа, в 50 км западнее Тулузы, в 27 км к юго-восточнее от Оша.
На северо-западе коммуны протекает река Маркау.

## Климат
Климат умеренно-океанический. Лето жаркое и немного дождливое, температура часто превышает 35 °С. Зимой часто бывает отрицательная температура и ночные заморозки. Годовое количество осадков — 700—900 мм.

## Население
Население коммуны на 2010 год составляло 116 человек.
| 1962 | 1968 | 1975 | 1982 | 1990 | 1999 | 2010 |
| ---- | ---- | ---- | ---- | ---- | ---- | ---- |
| 144  | 123  | 113  | 113  | 107  | 92   | 116  |

## Администрация
| Период | Период | Фамилия         | Партия                  | Примечания |
| ------ | ------ | --------------- | ----------------------- | ---------- |
| 2001   | 2008   | Жорж Мале       | Социалистическая партия |            |
| 2008   | 2020   | Кристиан Деньян |                         |            |

## Экономика
В 2010 году среди 72 человек трудоспособного возраста (15-64 лет) 54 были экономически активными, 18 — неактивными (показатель активности — 75,0 %, в 1999 году было 67,2 %). Из 54 активных жителей работали 46 человек (26 мужчин и 20 женщин), безработных было 8 (2 мужчин и 6 женщин). Среди 18 неактивных 4 человека были учениками или студентами, 12 — пенсионерами, 2 были неактивными по другим причинам.

## Достопримечательности
- Церковь Св. Иакова (XVIII век). Исторический памятник с 1979 года[4]
- Замок Безериль (XVIII век). Исторический памятник с 1977 года[5]

## Фотогалерея
- Церковь Св. Иакова
- Церковь Св. Иакова
- Замок Безериль
- Замок Безериль
- Карта коммуны